# 摩根突襲
摩根突襲（Morgan's Raid）是美國內戰時邦聯的一個大膽的騎兵入侵行動，整個行動由約翰·亨特·摩根（John Hunt Morgan）策劃，目的是要引起聯邦人民的恐慌和軍隊的注意。摩根的騎兵花了46日跑了一千多哩，曾穿過田納西州，又到達俄亥俄北部。
突襲行動當時與維克斯堡會戰及蓋茨堡戰役同期進行，但它與兩者都沒有關連；而且它雖然一度吸引數千名北軍的注意，但始終不能幫助南軍於維克斯堡和蓋茨堡中取勝。而突襲行動亦以摩根投降告終。
但對不少南方人來說，這次大膽的騎兵入侵行動是他們的另一個榮譽，有報章稱它為“The Great Raid of 1863”（1863年的大突襲），不過對於整場戰爭，此突襲行動的失敗如同南軍在維克斯堡會戰和蓋茨堡戰役中的失敗。